# Anne Palmer FitzRoy
Anne Palmer (25 février 1661 – 16 mai 1721), née Anne Fitzroy, est la fille aînée de Barbara Palmer, maîtresse de Charles II. Elle devient l'épouse de Thomas Lennard, 1er comte de Sussex, 15e baron Dacre.

## Biographie
Née à Westminster, elle est le premier enfant de Barbara Villiers, fille unique de William Villiers (2e vicomte Grandison), et femme de Roger Palmer (1er comte de Castlemaine), favorite du roi Charles II. Selon la légende, Anne a été conçue la nuit du couronnement de Charles. Villiers et le roi ont reconnu Anne, et elle est donc connue sous le nom de Fitzroy, qui signifie "fils du roi", mais elle pourrait être la fille de Philip Stanhope (2e comte de Chesterfield), "à qui," dit Lord Dartmouth, "elle ressemblait beaucoup à la fois dans le visage et la personne."
Le 11 août 1674, à l'âge de treize ans, Lady Anne est mariée à Hampton Court à Thomas Lennard, 15e baron Dacre, un gentilhomme de la Chambre du Roi. Le jour même de ses dix ans, sa sœur Charlotte FitzRoy est fiancée à Edward Lee. Le mariage et la dot sont payés par Charles II. Dacre est par la suite créé Comte de Sussex.
Anne aurait eu des relations lesbiennes avec Hortense Mancini, maîtresse de son père. Pour mettre fin à l'affaire, son mari, Lord Sussex, la fait enfermer dans un couvent à Paris. Elle y est séduite par Ralph Montagu, également amant de sa mère. Elle a 17 ans. 
Le comte de Sussex est une personne populaire, mais extravagante. A cause de ses pertes au jeu, il doit vendre les biens dont le château de Herstmonceux. Lord et Lady Sussex se séparent en 1688, et elle devient veuve en 1715.
La comtesse douairière de Sussex meurt le 16 mai 1721, et a été enterrée à Linsted, dans le comté de Kent.

## Descendance
Elle a deux fils, qui meurent en bas âge, et deux filles, qui vivent jusqu'à l'âge adulte, cohéritières de la baronnie Dacre:
1. Barbara Lennard (1676-1741), épouse de Charles Skelton, Esq., Lieutenant-Général au service des français, et Grand-Croix de Saint-Louis. Morte sans descendance.
2. Charles Lennard, Lord Dacre (1682-1684)
3. Henry Lennard, né vers 1683 à Herstmonceux, Sussex; meurt en bas âge.
4. Anne Lennard (1684-1755), 16e Baronne Dacre. Mariée trois fois[5];

(1) Richard Barrett-Lennard, Esq. (mort en 1716), fils de Dacre Barrett-Lennard et de son épouse Jeanne, fille aînée de Arthur Chichester, le deuxième comte de Donegal. Il meurt quelques mois après son mariage avec Lady Anne en 1716, laissant un fils, Thomas Barrett-Lennard, 17e baron Dacre (1717 – 12 janvier 1786), qui meurt sans descendance légitime.
(2) Henri Cordier, 8e baron Teynham (décédé le 16 mai 1723). A, entre autres enfants, Charles, qui épouse Gertrude, la sœur et cohéritière de John Trevor, de Glynde, dans le Sussex, et laisse à son décès, en 1754,
Charles Trevor-Roper, 18e baron Dacre (1745-1794). Mort sans descendance, le titre passe à son neveu.
Gertrude (d. 3 octobre 1819), qui succède à son frère, comme baronne Dacre. Gertrude Roper épouse Thomas de la Marque, de le Hoo, dans le comté de Hertfordshire
(3)Robert Moore (d. 1728), cinquième fils de Henry Hamilton-Moore, comte de Drogheda, à Londres, par qui elle a un fils, Henry.